# Edward Flak
Edward Flak (* 13. Mai 1948 in Sieraków Śląski; † 11. November 2020 in Olesno) war ein polnischer Politiker deutscher Abstammung. Er gehörte von 1992 bis 1993 dem Sejm in dessen I. Wahlperiode für das Wahlkomitee Deutsche Minderheit an.

## Leben und Beruf
Edward Flak studierte an der Universität Breslau Rechtswissenschaften und praktizierte anschließend als Rechtsanwalt. Er gehörte zu den engagiertesten Vertretern der Deutschen Minderheit. Auf seinen Antrag hin wurde am 23. November 1990 hin der „Sozial- und Kulturverein Deutschstämmiger der Woiwodschaft Tschenstochau“ als erste Organisation der Deutschen Minderheit registriert. Nach Auflösung der Woiwodschaft Tschenstochau im Zuge der Verwaltungsreform 1999 benannte sich die Vereinigung in „Sozial-Kulturelle Gesellschaft der Deutschen im Oppelner Schlesien mit Sitz in Rosenberg“ um, bevor sie sich 2004 der Sozial-Kulturellen Gesellschaft der Deutschen im Oppelner Schlesien anschloss, deren Vorstand er fortan angehörte. Nach seinem Ausscheiden aus der hauptamtlichen Politik war er ab 2006 wieder als Rechtsanwalt tätig.

## Politik
Nach den Selbstverwaltungswahlen 1990 wurde Flak als Vertreter des Wahlkomitees Deutsche Minderheit zum Bürgermeister von Olesno gewählt. Nach den Selbstverwaltungswahlen 1994 wechselte er in das Amt des Vorsitzenden des Stadtrates, wurde aber 1998 und 2002 erneut Bürgermeister. Nachdem ihn das Wahlkomitee 2006 nicht erneut aufgestellt hatte, schied er aus dem Amt aus.
Bei der ersten freien Parlamentswahl 1991 erhielt die Liste des Wahlkomitees Deutsche Minderheit im Wahlkreis der Woiwodschaft Tschenstochau zwar ein Mandat, gewählt wurde jedoch Georg Brylka. Als dieser sein Mandat niederlegte, rückte Flak mit Wirkung vom 8. Oktober 1992 in den Sejm nach. Bei der Parlamentswahl 1993 erhielt die Deutsche Minderheit in Tschenstochau kein Mandat mehr. So schied Flak aus dem Sejm aus. Bei den Parlamentswahlen 1997 und 2001 kandidierte er ebenfalls erfolglos für dasselbe Wahlkomitee. Hingegen wurde er 1998 für eine Wahlperiode in den Woiwodschaftssejmik der Woiwodschaft Oppeln gewählt. Bei den Selbstverwaltungswahlen 2006 verpasste er die Rückkehr in den Sejmik.

## Ehrungen
- 2001 Bronzenes Verdienstkreuz der Republik Polen[9]